# Бедард, Коннор
Ко́ннор Беда́рд (англ. Connor Bedard; род. 17 июля 2005, Норт-Ванкувер, Британская Колумбия) — канадский хоккеист, нападающий клуба «Чикаго Блэкхокс» и сборной Канады. 
В возрасте 14 лет Бедард получил «исключительный» статус, который позволял ему выступать на высшем уровне в юниорском хоккее, будучи хоккеистом не достигшим совершеннолетия. В возрасте 15 лет Бедард был выбран на драфте Западной хоккейной лиги под 1-м номером клубом «Реджайна Пэтс». Играя за «Реджайна Пэтс» Бедард отличался высокой результативностью. В сезоне 2022/23 заработал за сезон 143 очка и получил Боб Кларк Трофи, как лучший бомбардир Западной хоккейной лиги и Фоур Бронкос Мемориал Трофи, как лучший игрок Западной хоккейной лиги. 
На драфте НХЛ 2023 года «Чикаго Блэкхокс» выбрали его под 1-м номером. По итогам дебютного сезона в НХЛ Бедард заработал 61 очко и получил Колдер Трофи — индивидуальную награду, которая вручается лучшему новичку сезона. Кроме того, он стал самым молодым игроком в истории «Блэкхокс», который получил эту награду после Патрика Кейна в 2008 году.

## Биография

### Ранние годы
Коннор Бедард родился 17 июля 2005 года в Норт-Ванкувере в семье Тома Бедарда и его супруги Мелани. У Коннора есть старшая сестра Мэдисон, занимающаяся спортивной гимнастикой. Его отец большую часть жизни работал в лесной промышленности. Двоюродный прадедушка Коннора Джим Бедард был защитником и играл в НХЛ за «Чикаго Блэкхокс», сыграв за «чёрных ястребов» 22 игры. 
В раннем детстве стал заниматься хоккеем, его кумиром детства был один из лидеров «Питтсбург Пингвинз» Сидни Кросби. Помимо хоккея, Бедард до 12 лет играл в футбол, но затем его основным увлечением стал хоккей. В возрасте 13 лет игру Бедарда выделяли специалисты и сравнивали с Сидни Кросби и Коннором Макдэвидом.

### Клубная карьера

#### Юношеская карьера
В возрасте 14 лет Бедард стал седьмым игроком, который получил «исключительный» статус, который позволял ему выступать на высшем уровне в юниорском хоккее, будучи хоккеистом не достигшим совершеннолетия. Помимо этого, Бедард стал первым игроком в истории Западной хоккейной лиги с «исключительным» статусом Бедард начал игровую карьеру в клубе «Реджайна Пэтс», который его выбрал под 1-м номером на драфте Западной хоккейной лиги в возрасте 15 лет. 
В сентябре 2020 года Бедард был отдан в аренду в шведский «ХВ71», где играл за юношескую команду до марта 2021 года. После возвращения в «Пэтс» в своём дебютном сезоне Бедард сыграл 15 матчей, в которых заработал 28 очков, за что получил по окончании сезона Джим Пигготт Мемориал Трофи, как лучший новичок сезона. В следующем сезоне Бедард заработал 100 очков, став по итогам сезона одним из лучших бомбардиров лиги и первым 16-летним игроком в XXI веке с этим достижением.
В своём преддрафтовом сезоне Бедард выдал результативную серию, зарабатывая очки в 20 играх подряд, которая вывела его на первое место среди бомбардиров и он стал первым игроком в новом десятилетии с этим достижением. Этот регулярный сезон он закончил сверхрезультативно, заработав за сезон 143 очка и получил Боб Кларк Трофи, как лучший бомбардир Западной хоккейной лиги и Фоур Бронкос Мемориал Трофи, как лучший игрок Западной хоккейной лиги. Помимо этого, Бедард получил награды Самый перспективный игрок CHL и Лучший игрок года CHL, став первым игроком, выигравшим обе награды.

#### Драфт НХЛ
Бедард вызывал значительный интерес на предстоящем драфте НХЛ ещё во время выступления на юниорском уровне. Большая часть разговоров о драфте НХЛ 2023 года включала в себя сравнение Бедарда с российским хоккеистом Матвеем Мичковым. На молодёжном чемпионате мира 2022 года, который был затем перенесён из-за пандемии COVID-19, скауты выделяли бросок и игровой интеллект Бедарда, а у Мичкова его креативность и бомбардирские качества. Американский спортивный сайт «Bleacher Report» проводил параллель между нынешними ведущими игроками НХЛ — россиянином Александром Овечкиным и канадцем Сидни Кросби, но при этом Овечкин и Кросби были выбраны под 1-м номером на двух разных драфтах.
В год драфта развернулась дискуссия о том, сможет ли Бедард считаться талантом поколения, сравнимым с Овечкиным, Кросби и Коннором Макдэвидом. Как писали спортивные издания некоторые команды НХЛ, включая «Чикаго Блэкхокс», «Аризону Койотис» и «Анахайм Дакс» намеренно проваливают сезон, чтобы получить более высокий номер при выборе на драфте. По итогам драфт-лотереи право выбора первого номера на предстоящем драфте получил «Чикаго Блэксокс», что сделало высокую вероятность того, что Бедард будет выбран под 1-м номером именно этим клубом.
В преддверии драфта Бедард получил Премию Э. Дж. Макгуайра за выдающиеся достижения, вручаемую Центральным скаутским бюро НХЛ, «кандидату, который лучше всего демонстрирует стремление к совершенству благодаря силе характера, конкурентоспособности и атлетизму».

#### НХЛ
На драфте НХЛ 2023 года Бедард был выбран под 1-м номером клубом «Чикаго Блэкхокс». Бедард стал вторым хоккеистом в истории «Блэкхокс» после Патрика Кейна, выбранным на драфте НХЛ 2007 года под общим 1-м номером. Он также стал вторым игроком, родившимся в Британской Колумбии, после Райана Нюджента-Хопкинса, выбранного под 1-м номером на драфте НХЛ 2011 года.
В день 18-летия, 17 июля подписал с «Блэкхокс» трёхлетний контракт новичка. Бедард дебютировал в НХЛ 10 октября 2023 года в матче против «Питтсбург Пингвинз», в котором заработал первое очко в карьере; матч закончился победой «Блэкхокс» со счётом 4:2. На следующий день в матче с «Бостон Брюинз» забросил первую шайбу в НХЛ; «Брюинз» выиграли матч со счётом 3:1. 9 ноября 2023 года в матче с клубом «Тампа-Бэй Лайтнинг» оформил первый дубль в карьере и отдал две голевые передачи; матч закончился победой «Блэкхокс» со счётом 5:3. 23 декабря 2023 года забросил шайбу в стиле лякросс в ворота «Сент-Луис Блюз». 12 марта 2024 года в игре против «Анахайма» впервые в карьере набрал 5 очков (1+4) в НХЛ; матч закончился победой «Блэкхокс» со счётом 7:2. По итогам дебютного сезона Бедард заработал 61 очко, забросив 22 шайбы и отдав 39 передач и вошёл в тройку финалистов на Колдер Трофи — индивидуальную награду, которая вручается лучшему новичку сезона в НХЛ. 27 июня 2024 года Бедард получил Колдер Трофи, как лучший новичок сезона, став 10-м игроком в истории «Блэкхокс». Бедард стал самым молодом игроком в истории «Блэкхокс» после Патрика Кейна, который получил эту награду по итогам сезона 2007/08 в возрасте 19 лет и 139 дней.
В сезоне 2024/25 сыграл все 82 матча регулярного чемпионата и набрал 67 очков (23+44) при показателе полезности -36. Пять раз за сезон набирал по три очка за матч. «Блэкхокс» вновь не вышли в плей-офф.

### Международная карьера

#### Юниорские и молодёжные сборные
В возрасте 15 лет Бедард вошёл в состав юниорской сборной на юниорский чемпионат мира 2021 года. По итогам турнира канадцы стали чемпионами мира, а Бедард заработал 14 очков, забросив 7 шайб и оформил 7 голевых передач. Бедард установил рекорд результативности среди хоккеистов, которым исполнилось 15 лет. На следующем юниорском чемпионате мира Бедард в матче с юниорской сборной Германии оформил хет-трик; Канада выиграла матч со счётом 8:3, а Бедард установил рекорд результативности среди игроков сборной Канады на юниорских чемпионатах мира.
Бедард играл за молодёжную сборную на молодёжном чемпионате мира 2022 года и молодёжном чемпионате мира 2023 года, выиграв с командой два подряд турнира. На молодёжном чемпионате мира 2022 года, который из-за пандемии COVID-19, был перенесён на август 2022 года, Бедард заработал 8 очков, забросив 4 шайбы и совершив 4 голевые передачи и помог канадцам стать чемпионами мира. На молодёжном чемпионате мира 2023 года Бедард заработал 23 очка, став лучшим бомбардиром турнира, вошёл в символическую сборную и был признан MVP турнира.

#### Сборная Канады
В мае 2024 года Бедард был включён в состав сборной Канады на свой первый в карьере взрослый чемпионат мира по хоккею. В дебютном матче со сборной Великобритании Бедард забросил две шайбы; Канада выиграла матч со счётом 4:2. Во втором матче группового этапа против сборной Дании Бедард набрал 3 очка (2+1), оформив дубль во втором матче подряд; Канада выиграла матч со счётом 5:1. Всего за весь дебютный чемпионат мира Бедард заработал 8 очков; по итогам турнира сборная Канады, осталась без медалей, проиграв в матче за бронзу сборной Швеции со счётом 4:2.

## Характеристика игрока
Бедард входит в число одного из самых талантливых молодых хоккеистов своего поколения. В первую очередь он известен своим поставленным броском, в особенности кистевым. Изначально в ранние годы нападающий не выделялся среди сверстников ничем особенным в подобном навыке. Мощь и силу своих рук он хорошо развил приблизительно за год до получения исключительного статуса в CHL. Тогда, выступая за местную детскую команду, Коннор получил травму правой кисти, которая не позволила ему играть и тренироваться в полной мере около двух месяцев. Подобное повреждение для хоккеиста, играющего правым хватом (коим является Бедард), накладывает серьёзные ограничения в тренировочном процессе в восстановительный период. Тем не менее Коннор нашёл выход из положения. Поскольку с его хватом при выполнении кистевого броска ключевое выталкивающие движение осуществляет левая рука, то именно на развитии её силы и ловкости Бедард сосредоточился. Он активно отрабатывал кистевой бросок, используя в качестве площадки задний двор своего дома. За счёт большой самоотдачи и усердия Бедард в течение короткого промежутка времени добился значительного прогресса в развитии такого навыка как бросок.
Нападающий по хоккейным меркам имеет достаточно скромные габариты. Тем не менее, несмотря на это, Бедард за счёт сильного корпуса и ног, а также умения правильно использовать различные физические законы и принципы на льду, способен эффективно укрыть и сохранить шайбу даже в противоборстве с более габаритными хоккеистами соперника. Может также вступить в силовую борьбу, в том числе при игре у бортов. У Бедарда хорошо развито катание, кроме того он обладает достаточно высокой скоростью при движении на льду, в том числе стартовой, которая заметно быстрее, чем у многих хоккеистов, играющих в НХЛ. Тем не менее Бедард свою игру строит не только за счёт скоростных качеств и катания: на льду он предпочитает обыгрывать соперников за счёт хорошей работы рук и умения совершать нестандартные действия. Техничен и эффективен при игре в атаке.

## Статистика

### Клубная
Статистика приведена по данным сайта Eliteprospects.com
| 2020/21                         | HV71 J18                        | J18                             | 1   | 1   | 1   | 2   | 0   | ― | ―  | ―  | ―  | ― |
| 2020/21                         | ХВ71 J20                        | J20                             | 4   | 2   | 2   | 4   | 0   | ― | ―  | ―  | ―  | ― |
| 2020/21                         | Реджайна Пэтс                   | WHL                             | 15  | 12  | 16  | 28  | 6   | ― | ―  | ―  | ―  | ― |
| 2021/22                         | Реджайна Пэтс                   | WHL                             | 62  | 51  | 49  | 100 | 42  | ― | ―  | ―  | ―  | ― |
| 2022/23                         | Реджайна Пэтс                   | WHL                             | 57  | 71  | 72  | 143 | 62  | 7 | 10 | 10 | 20 | 8 |
| 2023/24                         | Чикаго Блэкхокс                 | НХЛ                             | 68  | 22  | 39  | 61  | 28  | ― | ―  | ―  | ―  | ― |
| 2024/25                         | Чикаго Блэкхокс                 | НХЛ                             | 82  | 23  | 44  | 67  | 70  | ― | ―  | ―  | ―  | ― |
| Всего в НХЛ                     | Всего в НХЛ                     | Всего в НХЛ                     | 150 | 45  | 83  | 128 | 98  | ― | ―  | ―  | ―  | ― |
| Всего в Западной хоккейной лиге | Всего в Западной хоккейной лиге | Всего в Западной хоккейной лиге | 134 | 134 | 137 | 271 | 110 | 7 | 10 | 10 | 20 | 8 |

### Международная
Статистика приведена по данным сайта Eliteprospects.com
| Год                                    | Сборная                                | Турнир                                 | Место                                  |    | И  | Г  | П  | О  | Ш |
| -------------------------------------- | -------------------------------------- | -------------------------------------- | -------------------------------------- | -- | -- | -- | -- | -- | - |
| 2021                                   | Канада (юн.)                           | ЮЧМ                                    | 1                                      | 7  | 7  | 7  | 14 | 2  |   |
| 2022                                   | Канада (юн.)                           | ЮЧМ                                    | 5                                      | 4  | 6  | 1  | 7  | 4  |   |
| 2022                                   | Канада (мол.)                          | МЧМ                                    | 1                                      | 7  | 4  | 4  | 8  | 2  |   |
| 2023                                   | Канада (мол.)                          | МЧМ                                    | 1                                      | 7  | 9  | 14 | 23 | 2  |   |
| 2024                                   | Канада                                 | ЧМ                                     | 4                                      | 10 | 5  | 3  | 8  | 10 |   |
| Всего на юношеском и молодёжном уровне | Всего на юношеском и молодёжном уровне | Всего на юношеском и молодёжном уровне | Всего на юношеском и молодёжном уровне | 25 | 26 | 26 | 52 | 10 |   |
| Всего на взрослом уровне               | Всего на взрослом уровне               | Всего на взрослом уровне               | Всего на взрослом уровне               | 10 | 5  | 3  | 8  | 10 |   |

## Награды
| Награда      | Год  |
| ------------ | ---- |
| НХЛ          |      |
| Колдер Трофи | 2024 |